# Phaulopsis verticillaris
Phaulopsis verticillaris là một loài thực vật có hoa trong họ Ô rô. Loài này được (Nees) Manktelow miêu tả khoa học đầu tiên năm 1996.